# Pauline Whittier

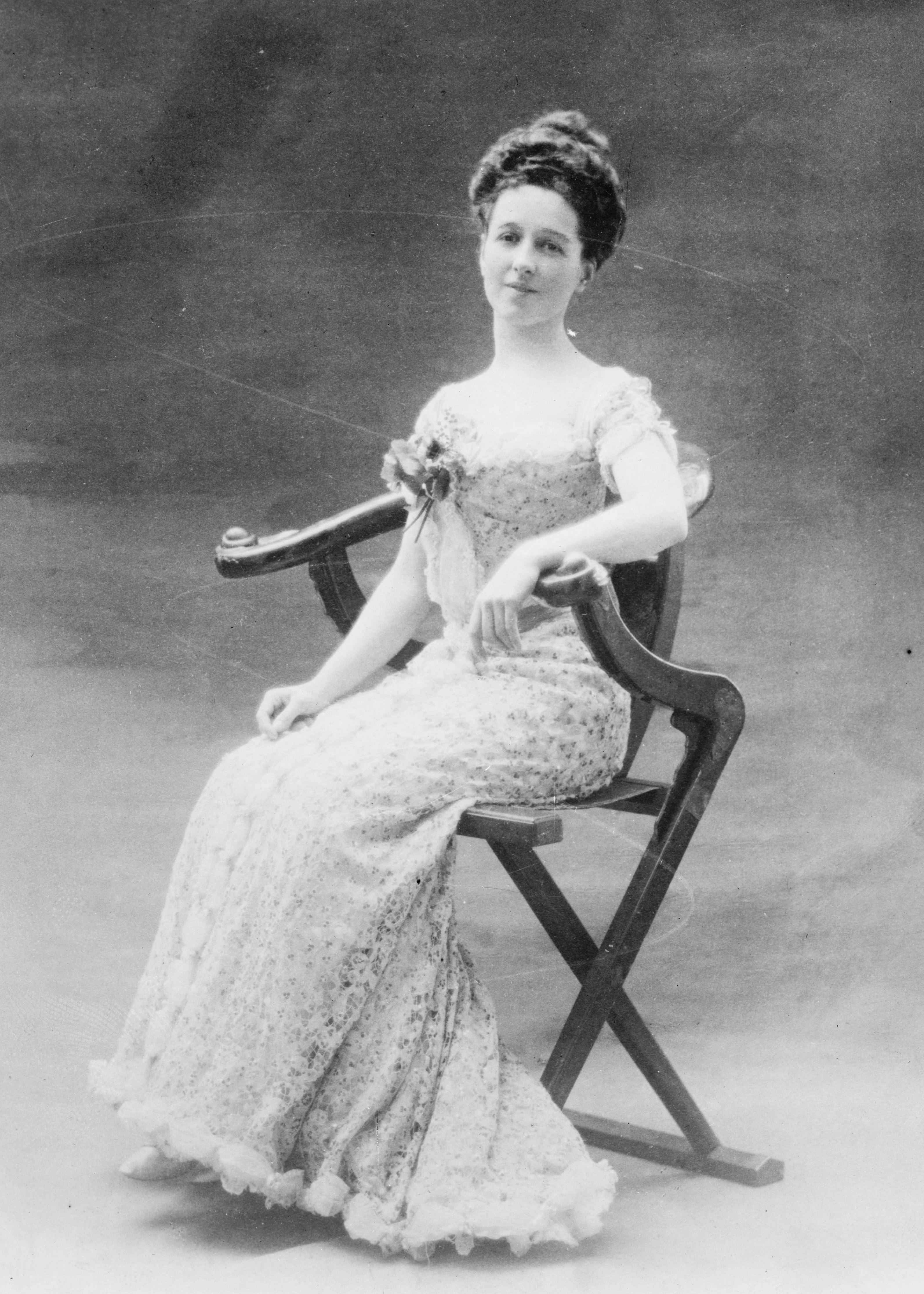
Pauline Whittier

Pauline "Polly" Whittier (9 de diciembre de 1876 - 3 de marzo de 1946) fue una jugadora de golf estadounidense que compitió en los Juegos Olímpicos de París 1900.
Nació en Boston, Massachusetts.
Whittier ganó la medalla de plata en la competición femenina de golf.